# Barleria siamensis
Barleria siamensis är en akantusväxtart som beskrevs av William Grant Craib. Barleria siamensis ingår i släktet Barleria och familjen akantusväxter. Utöver nominatformen finns också underarten B. s. glabrescens.

## Bildgalleri

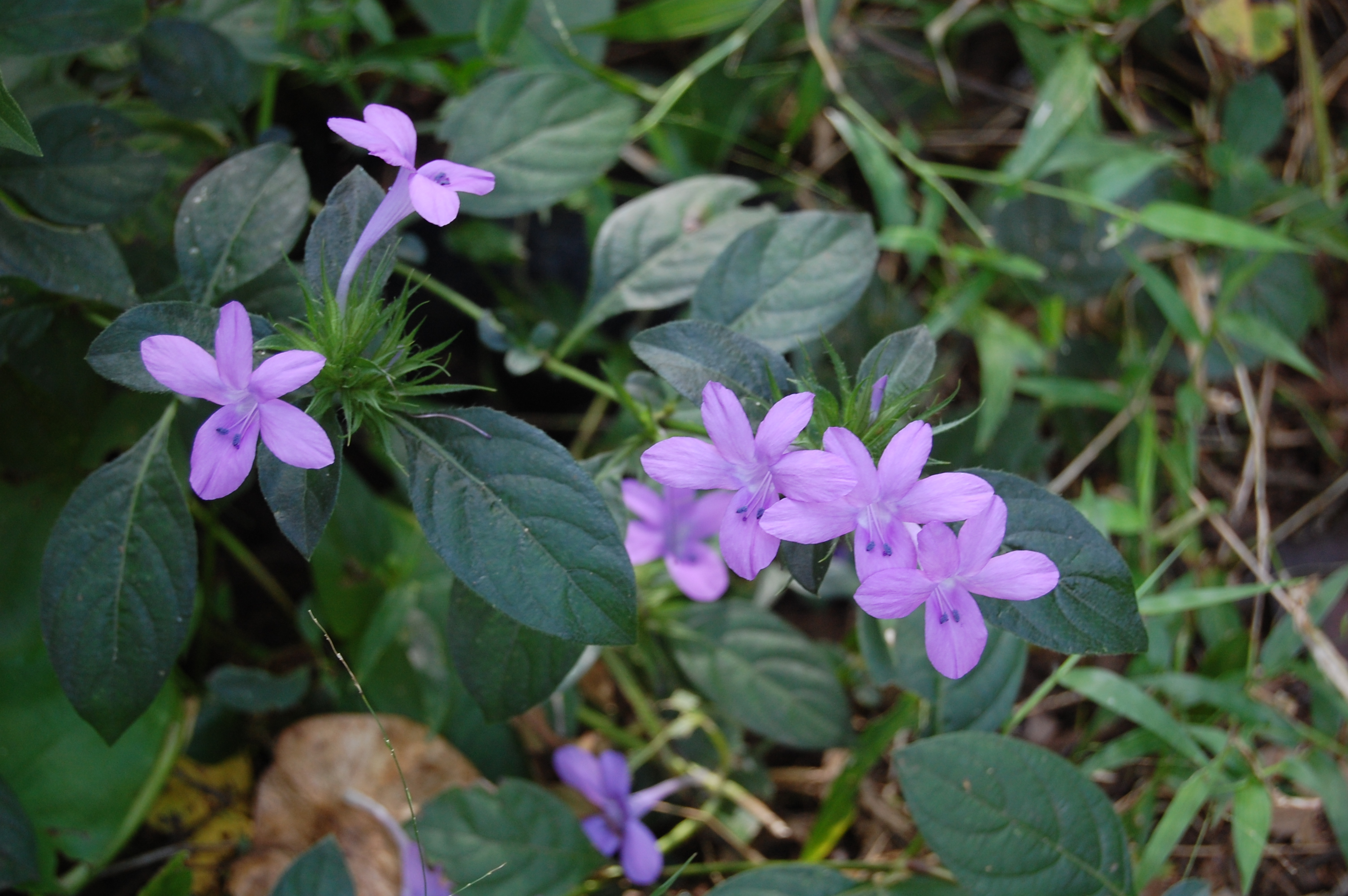
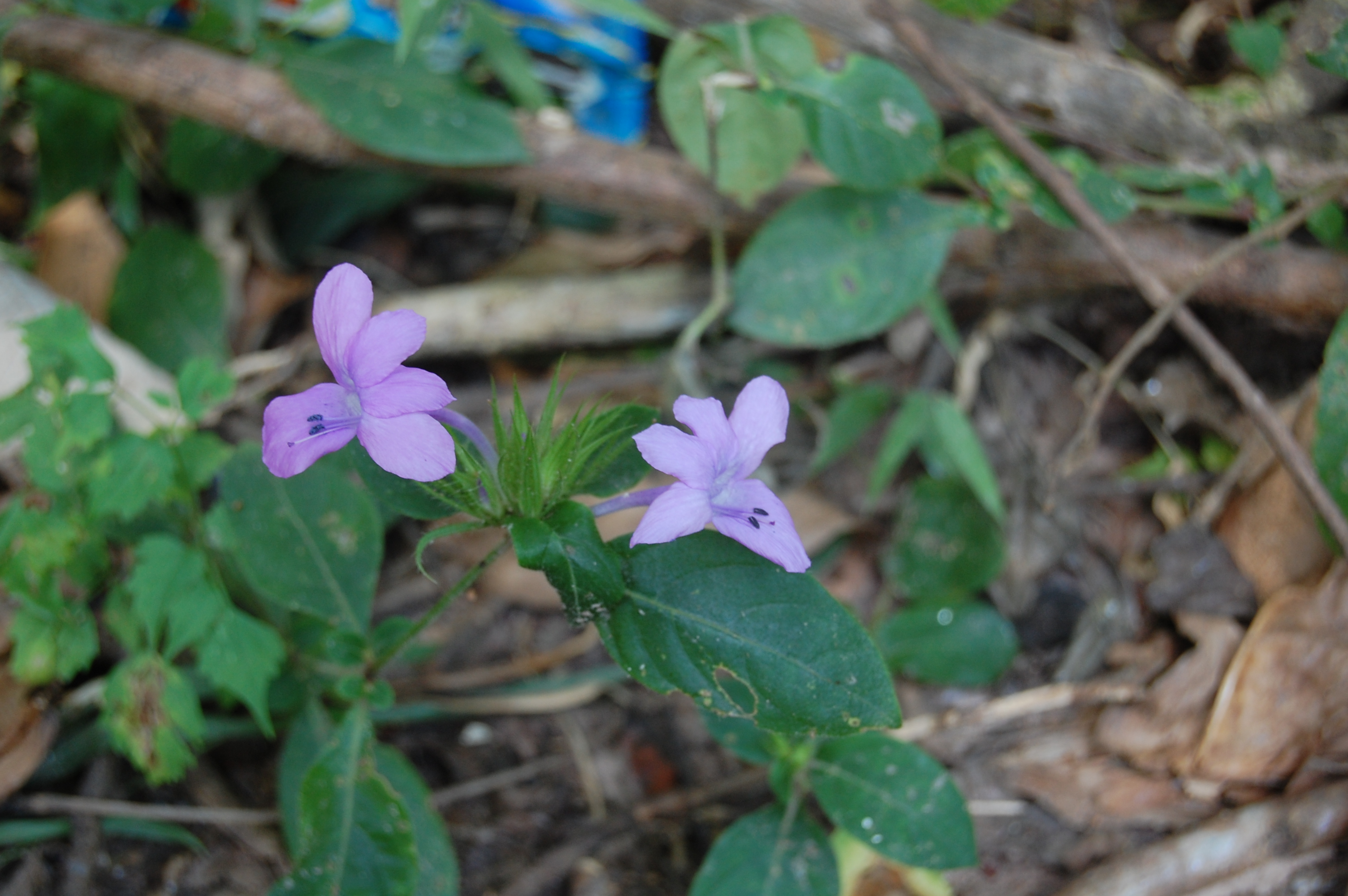